# Lista de jurados do Festival Eurovisão da Canção 2009
Pela primeira vez em vários anos, um grupo de jurados (desta vez 217), julgaram todas as entradas do Festival Eurovisão da Canção 2009. Na semi-final, o sistema de votação manteve-se o mesmo, nove países foram escolhidos por televoto, e um décimo escolhido pelos júris. A grande novidade de 2009 foi o facto de a votação dos júris na final, valer 50% da mesma. Na final, todos os 42 países votaram através de televoto ou sms, e no fim, os resultados dos júris foram misturados com o televoto, dando a conhecer a posição em que cada país ficou no festival.

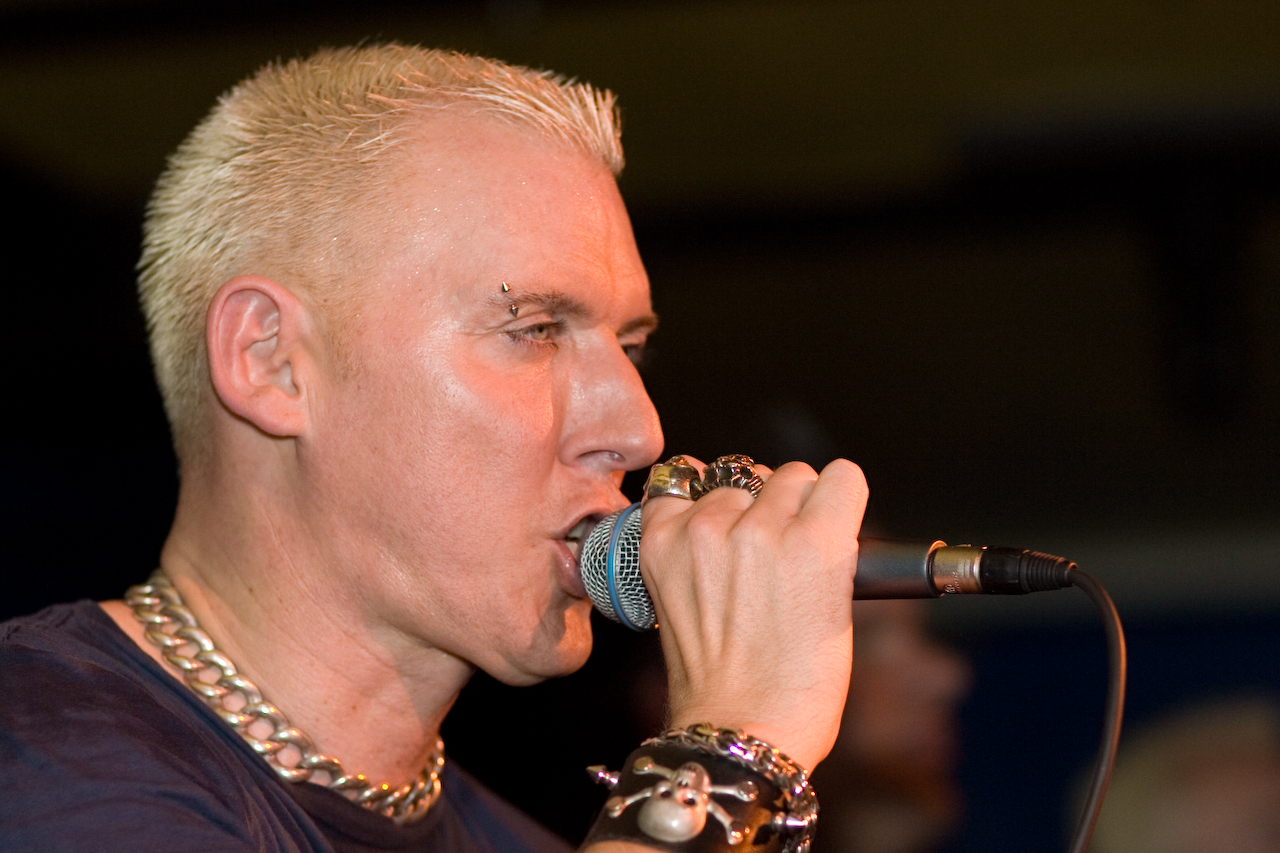
Hans-Peter Geerdes, jurado da Alemanha

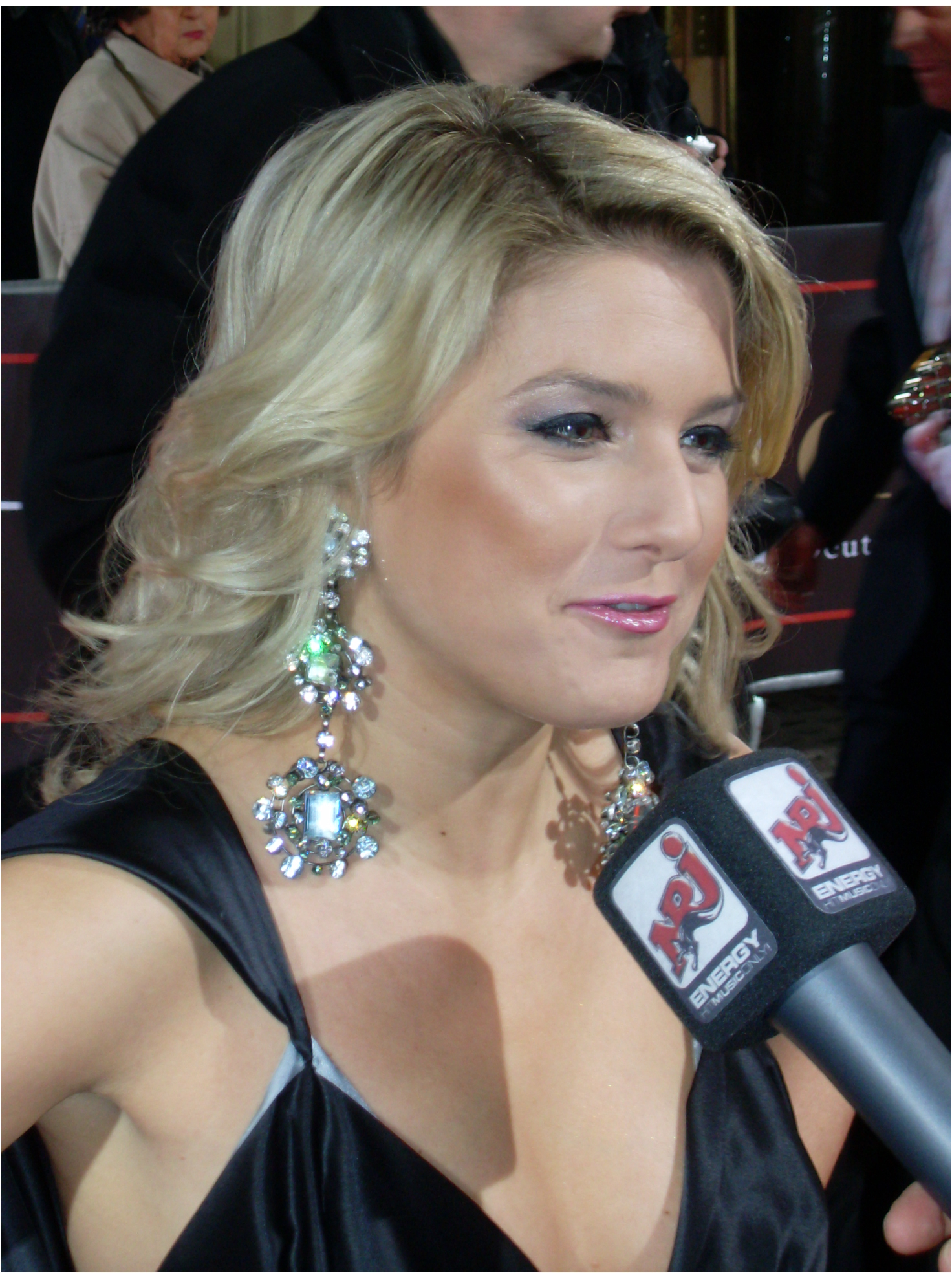
Jeanette Biedermann, jurada alemã

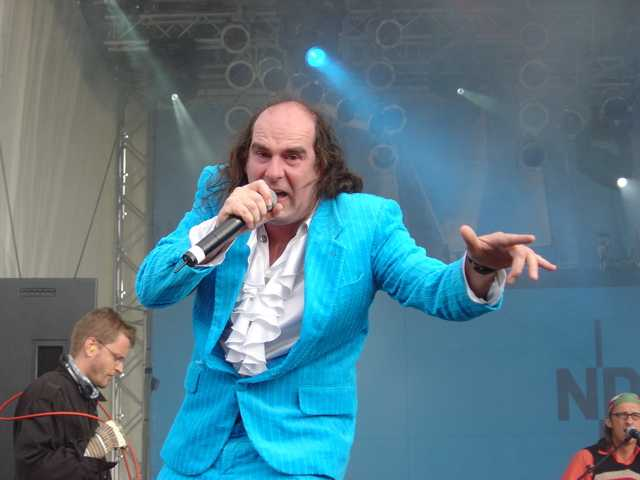
Guildo Horn, um dos cinco jurados da Alemanha

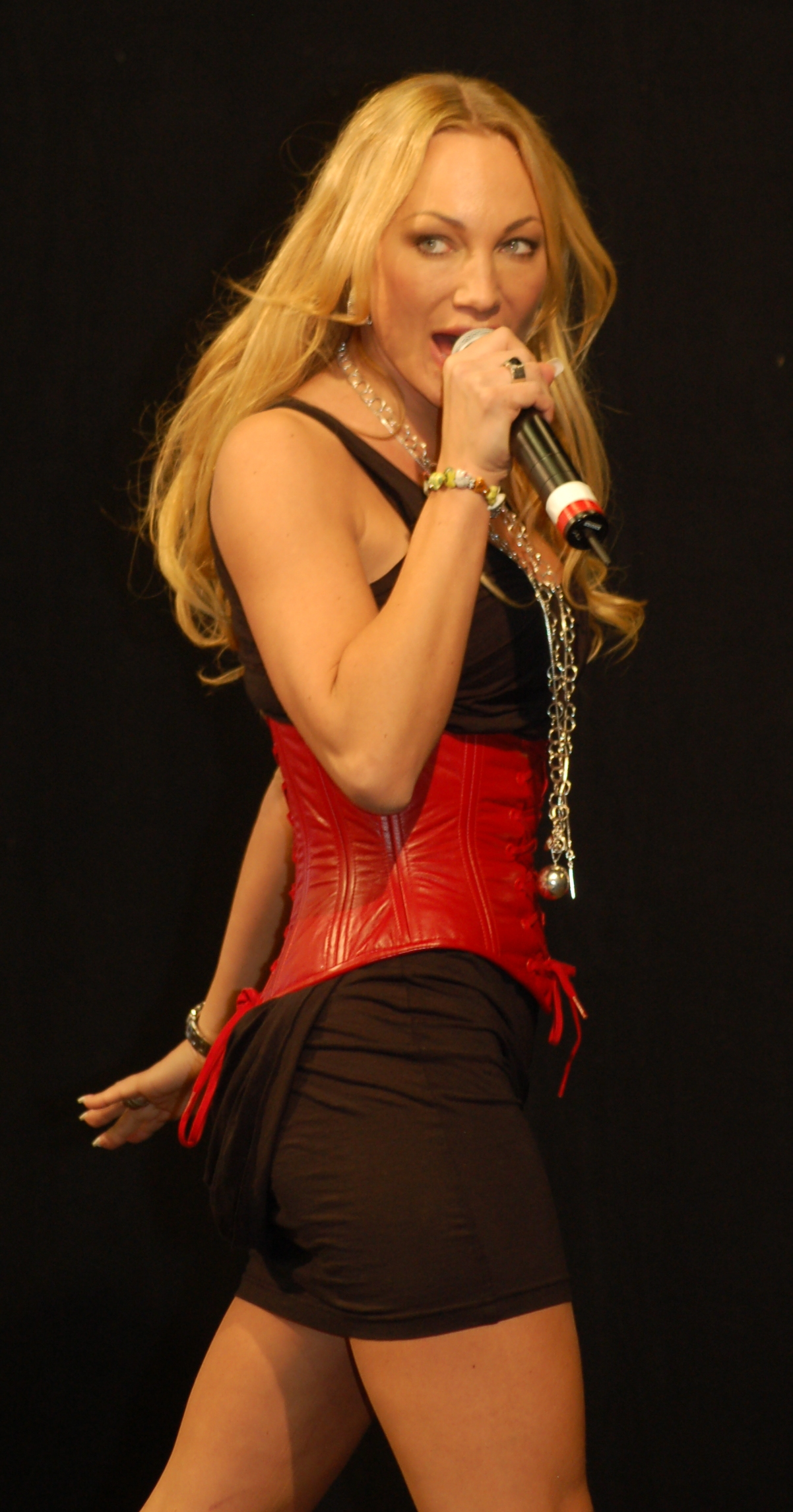
Charlotte Perrelli, jurada da Suécia

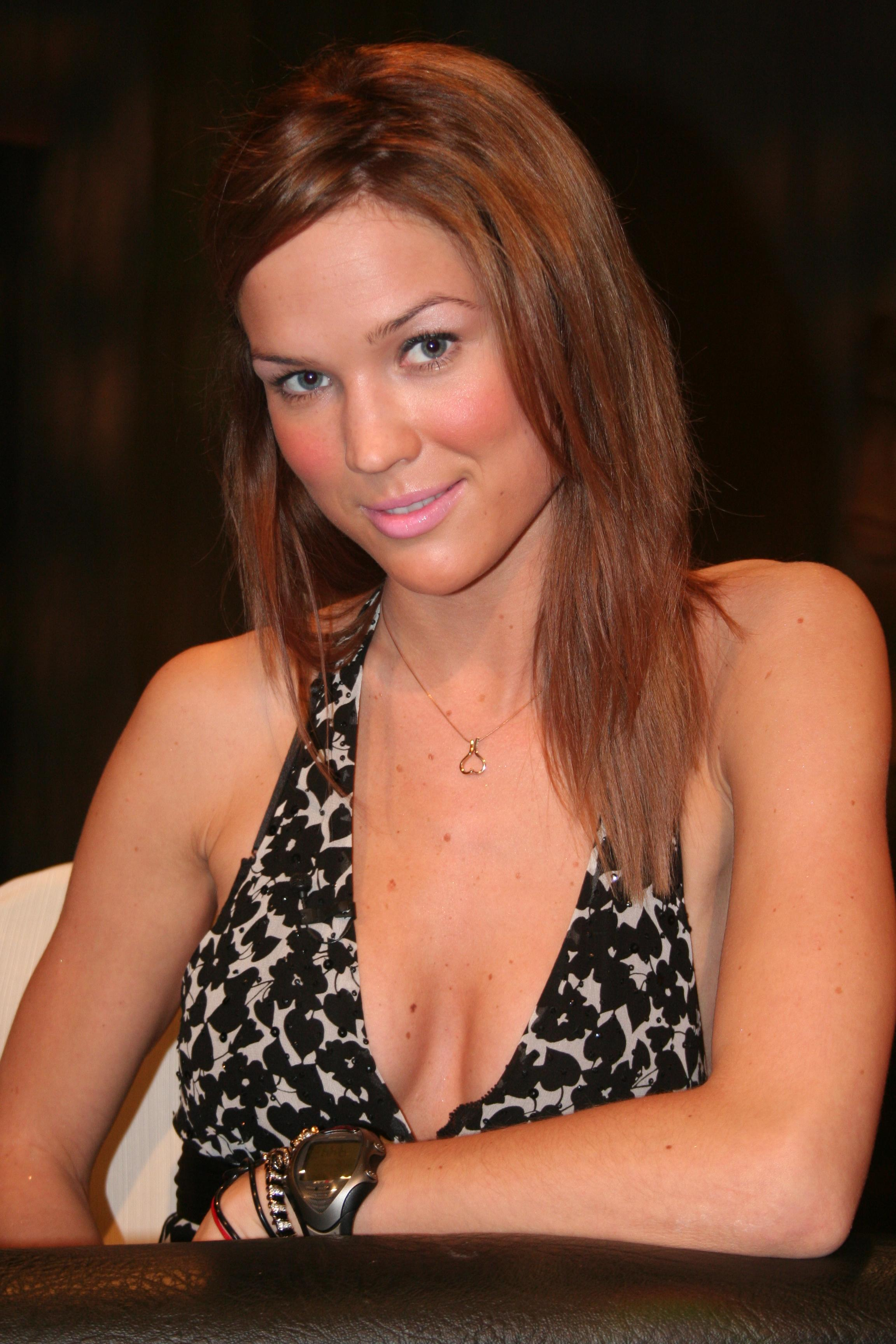
Marie Serneholt, outro dos jurados da Suécia

| País                 | Júri                     | Profissão e outras informações                                                                             |
| -------------------- | ------------------------ | --- |
| Albânia              | -                        | - |
| Albânia              | -                        | - |
| Albânia              | -                        | - |
| Albânia              | -                        | - |
| Albânia              | -                        | - |
| Andorra              | -                        | - |
| Andorra              | -                        | - |
| Andorra              | -                        | - |
| Andorra              | -                        | - |
| Andorra              | -                        | - |
| Alemanha             | Hans-Peter Geerdes       | Cantor e Produtor dos Scooter                                                                              |
| Alemanha             | Jeanette Biedermann      | Cantora, 4º na Final Nacional Alemã de 1999                                                                |
| Alemanha             | Guildo Horn              | Cantor, representante alemão no Festival Eurovisão da Canção 1998                                          |
| Alemanha             | Sylvia Kollek Künzel     | Manager de artistas e ex-júri dos Idolos                                                                   |
| Alemanha             | Tobias Künzel            | Cantor dos Die Prinzen                                                                                     |
| Arménia              | -                        | - |
| Arménia              | -                        | - |
| Arménia              | -                        | - |
| Arménia              | -                        | - |
| Arménia              | -                        | - |
| Azerbaijão           | -                        | - |
| Azerbaijão           | -                        | - |
| Azerbaijão           | -                        | - |
| Azerbaijão           | -                        | - |
| Azerbaijão           | -                        | - |
| Bélgica              | -                        | - |
| Bélgica              | -                        | - |
| Bélgica              | -                        | - |
| Bélgica              | -                        | - |
| Bélgica              | -                        | - |
| Bielorrússia         | -                        | - |
| Bielorrússia         | -                        | - |
| Bielorrússia         | -                        | - |
| Bielorrússia         | -                        | - |
| Bielorrússia         | -                        | - |
| Bósnia e Herzegovina | Vesna Andree-Zaimović    | Músico Académico                                                                                           |
| Bósnia e Herzegovina | Adi Mulahalilović        | Produtor                                                                                                   |
| Bósnia e Herzegovina | Maja Tatić               | Cantor, Entrada da Bósnia e Herzegovina no Festival Eurovisão da Canção 2002                               |
| Bósnia e Herzegovina | Damir Šehanović          | Jornalista                                                                                                 |
| Bósnia e Herzegovina | Miroslav Maraus          | Músico |
| Bulgária             | -                        | - |
| Bulgária             | -                        | - |
| Bulgária             | -                        | - |
| Bulgária             | -                        | - |
| Bulgária             | -                        | - |
| Chipre               | -                        | - |
| Chipre               | -                        | - |
| Chipre               | -                        | - |
| Chipre               | -                        | - |
| Chipre               | -                        | - |
| Croácia              | Tina Vukov               | Cantora |
| Croácia              | Silvije Glojnarić        | Maestro |
| Croácia              | Doris Karamatić          | Músico Académico                                                                                           |
| Croácia              | Denis Vasilj             | Professor de Teoria Musica                                                                                 |
| Croácia              | Darko Domitrović         | Compositor                                                                                                 |
| Dinamarca            | -                        | - |
| Dinamarca            | -                        | - |
| Dinamarca            | -                        | - |
| Dinamarca            | -                        | - |
| Dinamarca            | -                        | - |
| Eslováquia           | -                        | - |
| Eslováquia           | -                        | - |
| Eslováquia           | -                        | - |
| Eslováquia           | -                        | - |
| Eslováquia           | -                        | - |
| Eslovénia            | Anžej Dežan              | Cantora, Representante da Eslovénia no Festival Eurovisão da Canção 2006                                   |
| Eslovénia            | Nuša Derenda             | Cantora, Representante da Eslovénia no Festival Eurovisão da Canção 2001                                   |
| Eslovénia            | Matjaž Vlašič            | Compositor                                                                                                 |
| Eslovénia            | Aida Kurtović            | Produtor                                                                                                   |
| Eslovénia            | Dušan Hren               | Produtor                                                                                                   |
| Espanha              | José Luis Uribarri       | Apresentador de Televisão                                                                                  |
| Espanha              | Toni Garrido             | Cantor |
| Espanha              | Mauro Canut              | - |
| Espanha              | Mariola Orellana         | Atriz |
| Espanha              | Pedro Martinez           | Compositor                                                                                                 |
| Estónia              | Owe Petersell            | Músico Editor da Raadio Elmar                                                                              |
| Estónia              | Lea Liitmaa              | Cantora |
| Estónia              | Heidy Tamme              | Cantor |
| Estónia              | Elmar Liitmaa            | Compositor, Guitarrista da banda de rock Terminaator                                                       |
| Estónia              | Ivan Makarov             | Músico Editor da Raadio 4                                                                                  |
| França               | Corrine Hermès           | Cantor, Vencedor do Festival Eurovisão da Canção 1983                                                      |
| França               | Jean Paul Cara           | Compositor, co-compositor de "L'oiseau et l'enfant", canção vencedora do Festival Eurovisão da Canção 1977 |
| França               | Lionel Rivera            | Produtor                                                                                                   |
| França               | Marianne Jaulin          | Produtora de TV                                                                                            |
| França               | Marie Jo Zarb            | Compositor                                                                                                 |
| Finlândia            | Pekka Laine              | Yleisradio                                                                                                 |
| Finlândia            | Jukka Haarma             | Yleisradio                                                                                                 |
| Finlândia            | Satu Mättö               | Teosto |
| Finlândia            | Chisu                    | Músico |
| Finlândia            | Sofia Tarkkanen          | Estudante, Sibelius Academy                                                                                |
| Grécia               | Mimis Plessas            | Compositor - Director do Júri                                                                              |
| Grécia               | Dimitris Gontikas        | Director Geral da ERTTV                                                                                    |
| Grécia               | Antonis Andrikakis       | Escritor - Director Geral da ERTradio                                                                      |
| Grécia               | Evangelia Piskera        | Director de Relações Públicas da ERT                                                                       |
| Grécia               | Olga Pavlatou            | Executiva da indústria Record                                                                              |
| Grécia               | Giorgos Kyvelos          | Produtor da Record                                                                                         |
| Grécia               | Stella Flora             | Representante do Esctoday                                                                                  |
| Hungria              | -                        | - |
| Hungria              | -                        | - |
| Hungria              | -                        | - |
| Hungria              | -                        | - |
| Hungria              | -                        | - |
| Irlanda              | Linda Martin             | Cantora, Vencedora do Festival Eurovisão da Canção 1992 e participante no Festival de 1984                 |
| Irlanda              | Paul Harrington          | Cantor |
| Irlanda              | Bill Hughes              | Produtor Televisivo                                                                                        |
| Irlanda              | Emma O'Driscoll          | Cantora |
| Irlanda              | Luan Parle               | Cantor, Letrista                                                                                           |
| Islândia             | -                        | - |
| Islândia             | -                        | - |
| Islândia             | -                        | - |
| Islândia             | -                        | - |
| Islândia             | -                        | - |
| Israel               | -                        | - |
| Israel               | -                        | - |
| Israel               | -                        | - |
| Israel               | -                        | - |
| Israel               | -                        | - |
| Letónia              | -                        | - |
| Letónia              | -                        | - |
| Letónia              | -                        | - |
| Letónia              | -                        | - |
| Letónia              | -                        | - |
| Lituânia             | Linas Rimša              | Compositor                                                                                                 |
| Lituânia             | Linas Adomaitis          | Músico, Compositor                                                                                         |
| Lituânia             | Egmontas Bžeskas         | Produtor                                                                                                   |
| Lituânia             | Edita Vilčiauskienė      | Músico Editor da LRT                                                                                       |
| Lituânia             | Rūta Lukoševičiūtė       | Músico, Compositor                                                                                         |
| Macedónia do Norte   | Rade Spasovski           | Jornalista                                                                                                 |
| Macedónia do Norte   | Vanco Dimitrov           | Jornalista especializado em música                                                                         |
| Macedónia do Norte   | Maja Trpcanovska         | Jornalista especializado em música                                                                         |
| Macedónia do Norte   | Radica Mitic             | Jornalista especializado em música                                                                         |
| Macedónia do Norte   | Liljana Avtovska         | Música, Jornalista especializado em música                                                                 |
| Malta                | -                        | - |
| Malta                | -                        | - |
| Malta                | -                        | - |
| Malta                | -                        | - |
| Malta                | -                        | - |
| Moldávia             | -                        | - |
| Moldávia             | -                        | - |
| Moldávia             | -                        | - |
| Moldávia             | -                        | - |
| Moldávia             | -                        | - |
| Montenegro           | -                        | - |
| Montenegro           | -                        | - |
| Montenegro           | -                        | - |
| Montenegro           | -                        | - |
| Montenegro           | -                        | - |
| Noruega              | Ellen Marie Steen        | |
| Noruega              | Jørn Johansen            | |
| Noruega              | Elisabet Davidsen        | |
| Noruega              | Arne Martin Vistnes      | |
| Noruega              | Vivi Stenberg            | |
| Polónia              | -                        | - |
| Polónia              | -                        | - |
| Polónia              | -                        | - |
| Polónia              | -                        | - |
| Polónia              | -                        | - |
| Portugal             | Ricardo Soler            | Cantor, Participante no Festival RTP da Canção em 2008                                                     |
| Portugal             | -                        | Cantora |
| Portugal             | -                        | Produtor de Rádio                                                                                          |
| Portugal             | -                        | Compositor                                                                                                 |
| Portugal             | -                        | Agente Musical                                                                                             |
| Países Baixos        | -                        | - |
| Países Baixos        | -                        | - |
| Países Baixos        | -                        | - |
| Países Baixos        | -                        | - |
| Países Baixos        | -                        | - |
| Chéquia              | Andrea Savane            | Česká televize (elevisão checa) - Departamento de Relações Internacionais                                  |
| Chéquia              | Petr Čáp                 | - |
| Chéquia              | Jitka Benešová           | Jornalista especializada em música                                                                         |
| Chéquia              | Michal Dvořák            | Compositor, Produtor                                                                                       |
| Chéquia              | Vladimir Vlasák          | Músico |
| Roménia              | Luminiţa Anghel          | Cantora, Entrada romena no Festival Eurovisão da Canção 2005                                               |
| Roménia              | Corina Despot            | Letrista                                                                                                   |
| Roménia              | Andrei Tudor             | Compositor                                                                                                 |
| Roménia              | Andrei Kerestely         | Compositor                                                                                                 |
| Roménia              | Mihai Alexandru          | Compositor, Presidente do Júri                                                                             |
| Rússia               | Igor Matvienko           | Produtor, Compositor                                                                                       |
| Rússia               | Tamara Gverdtsiteli      | Cantora |
| Rússia               | Maria Kats               | Cantora, representante russa no Festival Eurovisão da Canção 1994                                          |
| Rússia               | -                        | - |
| Rússia               | -                        | - |
| Reino Unido          | Deborah Chapman (SF)     | - |
| Reino Unido          | Paul Edwards (SF)        | - |
| Reino Unido          | David Larkin (SF)        | - |
| Reino Unido          | Anne Mannion (SF)        | - |
| Reino Unido          | Chris Stewart (SF)       | - |
| Reino Unido          | Jasmine Dotiwala (F)     | |
| Reino Unido          | Paul Goodey (F)          | |
| Reino Unido          | Steve Allen (F)          | Apresentador de Rádio                                                                                      |
| Reino Unido          | Zoe Martlew (F)          | |
| Reino Unido          | Keith Hughes (F)         | |
| Sérvia               | Biljana Krstic           | Música |
| Sérvia               | Jelena Tomasevic         | Cantora, Representante sérbia no Festival Eurovisão da Canção 2008                                         |
| Sérvia               | Aleksandar Sedlar        | Músico |
| Sérvia               | Marko Đorđević           | Músico |
| Sérvia               | Vlada Maričić            | Música |
| Suíça                | -                        | - |
| Suíça                | -                        | - |
| Suíça                | -                        | - |
| Suíça                | -                        | - |
| Suíça                | -                        | - |
| Suécia               | Sarah Dawn Finer         | Cantora, participante no Melodifestivalen 2009 e Melodifestivalen 2007                                     |
| Suécia               | Anna Charlotta Gunnarson | Apresentadora de rádio                                                                                     |
| Suécia               | Michael Cederberg        | Produtor de espetáculos musicais                                                                           |
| Suécia               | L-G Alsenius             | Responsável pelo Svensktoppen na Televisão Sueca                                                           |
| Suécia               | Magnus Carlsson          | Cantor, Participante por seis vezes no Melodifestivalen                                                    |
| Turquia              | -                        | - |
| Turquia              | -                        | - |
| Turquia              | -                        | - |
| Turquia              | -                        | - |
| Turquia              | -                        | - |
| Ucrânia              | -                        | - |
| Ucrânia              | -                        | - |
| Ucrânia              | -                        | - |
| Ucrânia              | -                        | - |
| Ucrânia              | -                        | - |